# Херман Вілья
Херман Вілья (ісп. Germán Villa, нар. 2 квітня 1973, Мехіко) — мексиканський футболіст, що грав на позиції півзахисника.
Виступав, зокрема, за клуб «Америка», а також національну збірну Мексики.

## Клубна кар'єра
У дорослому футболі дебютував 1991 року виступами за команду клубу «Америка», в якій провів сім сезонів, взявши участь у 141 матчі чемпіонату. Більшість часу, проведеного у складі «Америки», був основним гравцем команди.
Згодом з 1998 по 1999 рік грав у складі команд клубів «Еспаньйол» та «Некакса».
Своєю грою за останню команду знову привернув увагу представників тренерського штабу клубу «Америка», до складу якого повернувся 2000 року. Цього разу відіграв за команду з Мехіко наступні вісім сезонів своєї ігрової кар'єри. Граючи у складі «Америки» знову здебільшого виходив на поле в основному складі команди.
Протягом 2008—2010 років захищав кольори клубів «Некакса» та «Керетаро».
Завершив професійну ігрову кар'єру у клубі «Ірапуато», за команду якого виступав протягом 2010—2011 років.

## Виступи за збірну
1996 року дебютував в офіційних матчах у складі національної збірної Мексики. Протягом кар'єри у національній команді, яка тривала 7 років, провів у формі головної команди країни 67 матчів.
У складі збірної був учасником розіграшу Золотого кубка КОНКАКАФ 1996 року у США, здобувши того року титул континентального чемпіона, розіграшу Кубка Америки 1997 року у Болівії, на якому команда здобула бронзові нагороди, розіграшу Кубка конфедерацій 1997 року у Саудівській Аравії, чемпіонату світу 1998 року у Франції, розіграшу Золотого кубка КОНКАКАФ 1998 року у США, здобувши вдруге титул континентального чемпіона, розіграшу Кубка конфедерацій 1999 року у Мексиці, здобувши того року титул переможця турніру, розіграшу Кубка конфедерацій 2001 року в Японії і Південній Кореї, чемпіонату світу 2002 року в Японії і Південній Кореї.

## Титули і досягнення
- Срібний призер Панамериканських ігор: 1995
- Переможець Золотого кубка КОНКАКАФ: 1996, 1998
- Переможець Кубка конфедерацій: 1999
- Бронзовий призер Кубка Америки: 1997